# Корник, Гленн
Гленн Дуглас Барнард Корник (англ. Glenn Douglas Barnard Cornick; 24 апреля 1947, Барроу-ин-Фернесс, Англия — 28 августа 2014) — английский бас-гитарист, клавишник и автор песен.
В детстве Корник переехал в Блэкпул. Играл в группе «John Evan Band» (позже «John Evan Smash»). В 1967 году переезжает с группой в Лондон. Не имея особых успехов в столице, вся группа, кроме Гленна Корника и Йена Андерсона уезжает обратно в Блэкпул. Оставшиеся музыканты с Миком Абраамсом и Клайвом Банкером создают группу «Jethro Tull».
После записи альбома Benefit продюсер Терри Эллис попросил Гленна Корника уйти из группы.

## Дискография
Jethro Tull
- This Was (1968)
- Stand Up (1969)
- Benefit (1970)
- Living in the Past (1972 сборник)

Wild Turkey
- Battle Hymn (1971)
- Turkey (1972)
- Don’t Dare To Forget (1974) (3 new tracks on a 4 disc sampler)
- Stealer Of Years (1996)
- Final Performance (2000)
- Live In Edinburgh (2001)
- You & Me in the Jungle (2006)

Karthago
- Rock 'N' Roll Testament (1975) Bellaphon 288-09-036

Paris
- Paris (1975) — Zoom Club ZCRCD56
- Big Towne, 2061 (1976) — Zoom Club ZCRCD62